# Этнонимы лезгин
Этнонимы лезгин — совокупность известных современному кавказоведению этнонимов лезгинского народа.

## История
Некоторые древние авторы называют лезгин именем «леки», грузинские — «лекеби», арабские — «лакз». Большинство арабских средневековых авторов сопоставляет ал-Лакз (легов — леков) с предками современных лезгин.
Тем не менее, все античные, арабские, грузинские, армянские источники распространяют этот этноним не только на лезгин, но и на всё население Дагестана.

Термин «лезги» в письменных источниках известен уже с XII века, но это название не являлось в прошлом самоназванием для отдельной дагестанской народности, оно было «совершенно чуждо дагестанским горцам» и изначально лезгины именовались леги. В Российской империи и у тюрок название «лезгины» употреблялось в качестве термина для обозначения многочисленных горских племён, населявших Дагестанскую область и отчасти южный склон Главного Кавказского хребта. Объясняется это тем, что термин «лезгин» («леги», «леки», «лекзы», «лакзы», «лезги») изначально был названием народов Южного Дагестана, но затем был распространен на другие этнические группы Дагестана. Высказывается мнение, что это связано с тем, что персидская армия в ходе экспансии в Дагестан с юга всегда в первую очередь сталкивалась с лезгинами. У русских это название также использовалось и отдельно по отношению к южным дагестанцам, в то время как северных (преимущественно аварцев) именовали тавлинцами. В 1920-е годы этноним «лезгины» был официально присвоен одному из горских народов Дагестана, известному со второй половины XIX века под условным названием кюринцы. Объясняется это тем, что лезгины — название одного племени Дагестана, а именно кюринского (то есть лезгинского) было постепенно распространено на другие дагестанские племена. А название кюринцы было введено Петром Усларом специально для лезгин во второй половине XIX века. Об этом писал А. Н. Максимов:
«В юго-восточном Дагестане и на севере Бакинской губернии живёт сравнительно крупное племя кюринцы (условное название данное бароном П. Усларом), которые сами себя называют лезгинами и от которых это название было перенесено на всех вообще дагестанских горцев».
О том, что уже в 1860-х годах термин «лезгин» использовали в качестве самоназвания одного из дагестанских народов, П. К. Услар пишет:
«...существует общее название, которым называют себя все кюринцы, откуда бы они ни были родом. Это название есть столь знакомое нам: лезги (ед.), лезгияр (мн.). Заметим притом, что это название кюринцы присваивают себе в исключительную собственность, лезги чӏал есть кюринский язык. Лезгинами не называют они ни хайдаков, ни табасаранцев, ни лаков, ни какой-либо другой из горских народов. Происхождение этого названия не имеет корней в языке, и сами кюринцы полагают, что принято оно ими только потому, что так назвали их соседи тюрки».
«Ни язык в целости своей не называется кюринским, ни жители, на нём говорящие, не носят общего названия кюринцев. Во всяком случае, общее название необходимо. Мы принимаем условно, для языка название кюринского, а для жителей название — кюринцы».

По-поводу условного термина «кюринцы» дагестанский историк, Т. Айтберов пишет следующее:
Насколько известно, термин «кюринцы» не использовался в качестве самоназвания жителями ни одной из лезгинских общин. Возник он, думается, в лакской среде – по названию дагестанского округа «Кюра», который упоминается в текстах как минимум с XVI века. От лакцев термин «кюринцы» (куралал) усвоили аварцы и стали употреблять его особенно активно в XIX в. – знаменитого Мухаммеда Ярагского аварцы называли Куралалъа Апанди – «Эфенди из Кюры».
Об употреблении этнонима лезгины говорилось и в Малой советской энциклопедии 1931 года: «Лезгины, название, неправильно относимое ко всем горским народам Дагестана. Лезгины, в более правильном смысле слова, — лезгинская (кюринская) группа дагестанских народов, к котором относятся лезги (лезгины, или кюринцы, в узком смысле слова)».
На схематической карте Дагестанской области 1895 года, составленной историком и этнографом Е. И. Козубским лезгины, агульцы, рутульцы и цахурцы отмечены как единый народ с условным названием «кюринцы».

М. М. Ихилов в частности писал: 
«Лезгинский язык относится к восточно-горской ветви иберийско-кавказских языков. По территориальному и языковому принципу лезгины разделились на три группы: кюринскую («кюревияр»), ахтынскую («ахцегьар») в Дагестане и кубинскую («кубавияр»). В Азербайджане представители кюринского диалекта экономически наиболее развиты и многочисленны, вследствие чего термин «кюринцы» в прошлом применялся иногда для обозначения всей лезгинской народности, тогда как кюринцы были только её частью, занимавешй левобережье Самура и бассейны рек Курахчай и Гюлгери-чай.».
«Леки — это, несомненно, нынешние лезгины, с глубокой древности живущие на территории занимаемой ими в настоящее время. Частое употребление в Грузии терминов «лек», «лекеби», а в Азербайджане — «лезгиляр» послужило причиной того, что под лезгинами стали подразумевать всех жителей горного Дагестана. Между тем, с термином «лезгин» надо увязать, собственно, самих лезгин и народности, близкой к ним языковой группы».
«Характерно и то, что лезгиноязычные народности испокон веков известны под именем лезгин, в то время как другие народы Дагестана в разные времена выявили себя под различными названиями. Аваро-андо-дидойские народности раньше были известны под названием магӏарул-магӏарулал — горцы (магӏар — гора). Кумыки и ныне называют всех горцев, за исключением лезгин «тавлулар» — «горцы» — гора. Интересно, что под термином «тавлу» многие годы бытовали и горцы Северного Дагестана и другие северо-кавказские народы. В частности, ещё в X в. известен этноним кабардинцев «таули». Отсюда можно заключить, что термин «лек», «леки» как «магӏарул», «тавлу» означают понятие «горец», «горцы», однако термины «лек» и «леки» распространены были для обозначения собственно лезгин и лезгинской группы народностей».
 Этнографы и историки Гаджиев, Давудов и Шихсаидов пишут: 
Что же касается этнонима леги (леки), то существует несколько мнений об их идентификации и локализации: леки — это народы Дагестана в целом; это потомки современных лаков или лезгин; грузинская форма «лек» (леки) и «лег» Страбона восходят к общедагестанскому «лаки», а название «лег» ещё в древнейшую эпоху «утвердилось за дагестанскими лаками, как устоявшийся этноним»; термин лезги не был в прошлом самоназванием одного из дагестанских народов, а уже издревле, в течение многих столетий, употреблялся в качестве общего названия для дагестанских горских народов; этнонимом леки в грузинской хронике Л. Мровели «обозначает большую часть племён средневекового Дагестана», а вообще «леки грузинское название народов Дагестана в целом. Действительно, леки (леги) это этноним, несущий самую широкую нагрузку из перечисленных выше. Но наличие рядом других этнонимов дидуры, таваспары и др. свидетельствует о том, что этноним леки можно распространить на значительную (возможно, большую) территорию Дагестана, но не на всю».
Лакец, лесничий Казикумухского и Гунибского округов Д. Б. Бутаев возводил этноним лезгин от лакского слова «лакъсса» — «высокий». В. Ф. Минорский также считал, что термин «лакз» "состоит из «лак/лаг» («человек» на местных языках) вместе с иранским суффиксом -з, показывающим происхождение. Далее В. Ф. Минорский пишет:

Хотя русские и употребляли «лезг-ин» «ко всем жителям Дагестана, но в местном употреблении и у арабских географов этот термин применяется только к племенам Южного Дагестана…».
Академик Марр писал, что родственное названию лезгин «лек, мн. леки у бацбиев обозначает всех, кроме татар, в Дагестане и Закатальском округе».
Историки-кавказоведы Б. Алиев и М. Умаханов пишут:

Со временем в результате расширения сведений о народах Дагестана, более близкого знакомства с ними, название лезгин осталось только собственно за лезгинами, историческими носителями этого названия.
Эти же авторы отмечают, что «касаемо смысла или значения термина „лезгин“, то вряд ли правомерно связывать это с термином „лаг“ в разном его звучании у разных народов и означающим „раб“. Неверно и существовавшее ранее мнение П. К. Услара, что термин „лезги“ происходит от арабского „лазик“, означающего „нечистый“ потому, что они (лезгины) долго противостояли исламу, так как известно, что народы Южного Дагестана раньше приняли ислам, чем другие дагестанские народы. Нам думается, что более осторожен и прав А. М. Дирр, который писал: „Что собственно означает слово „лезги“, нам неизвестно: ему приписывали значение „житель гор“, „разбойник“, но без всякого основания“».

Есть также мнение, что этимология этнонима «лек/лег» является привязкой к лезгинскому названию орла «лекь». Такому же мнению придерживается и другой исследователь, который пишет:
Судя по всему, слово лек имеет тотемическое происхождение и связано с культом орла.
В Дагестане кроме самих лезгин сами себя орлами называют и дидойцы — це//цей «орел».
Британский лингвист Гайд Кларк, который побывал на Кавказе, среди доисторических языков Кавказа и народов Дагестана наряду с аварским, акушинским, кази-кумукским, мичкизским языками указывает и лезгинский, а также пишет: 
...можно предположить отчётливое лезгинское происхождение (грузинское — Лекки), которое может быть предпочтительнее Пелега и Пелазги, и могут включать киликийцев, лелегов, луканцев, лигурийцев и лигиев.

Известный американский историк, учёный-кавказовед Р. Хьюсен пишет: 
Леки [Lekk']; Леги [Legoi] (у Страбона); груз.: Леки [Lek'ni]; лак: Лаз [Laz]; араб.: Лакз [Lakz]; рус.: Лезгины [Lezginy] или Кюринцы [Kiurintsy]; англ.: Лезгины [Lesgins] или Лезгинский [Lesgians] — общее название коренных народов Южного Дагестана, населяющих бассейн реки Самур от Кавказского хребта до Каспийского моря.